# Borough of Dartford
Dartford ist ein Verwaltungsbezirk mit dem Status eines Borough in der Grafschaft Kent in England. Neben der Stadt Dartford, dem Verwaltungssitz, umfasst es auch einige Dörfer in der Umgebung. Das Dorf Swanscombe ist bekannt für zahlreiche Ausgrabungen aus der Altsteinzeit.
Der Bezirk wurde am 1. April 1974 gebildet und entstand aus der Fusion des Municipal Borough Dartford, des Urban District Swanscombe und eines Teils des Rural District Dartford.

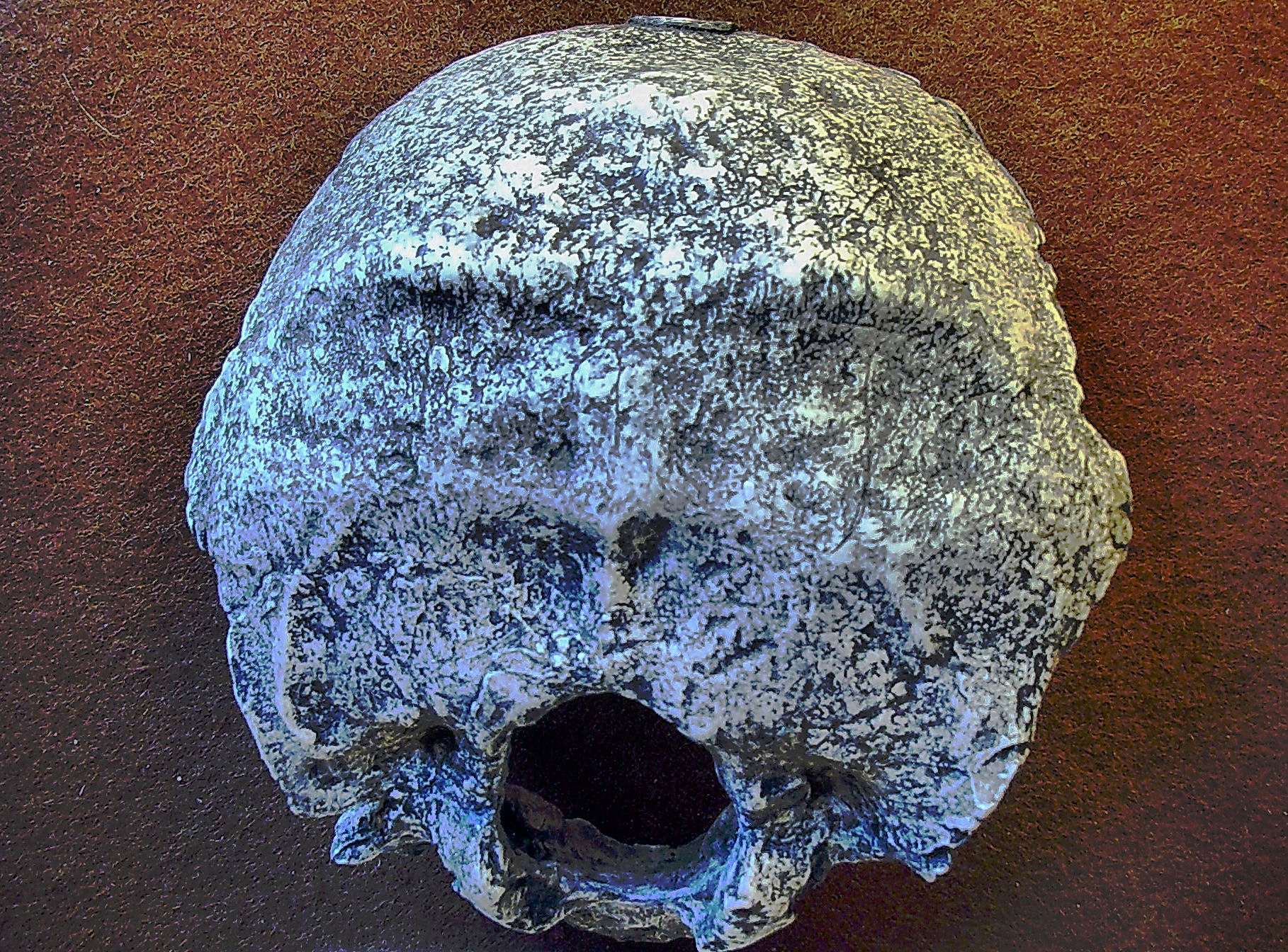
Blick aufs Hinterhauptsloch des Swanscombe-Schädels

Koordinaten: 51° 27′ 0″ N, 0° 16′ 0″ O